# Litoscalpellum discoveryi
Litoscalpellum discoveryi är en kräftdjursart som först beskrevs av Jean Abel Gruvel 1906.  Litoscalpellum discoveryi ingår i släktet Litoscalpellum och familjen Scalpellidae. Inga underarter finns listade i Catalogue of Life.